# Marek Karpinski
Marek Karpinski (25 de marzo de 1948) es un informático y matemático polaco conocido por su investigación en la teoría de algoritmos y sus aplicaciones, optimización combinatoria, la  complejidad computacional y fundamentos matemáticos. Ha trabajado en investigación y docencia en diversas universidades europeas y americanas. Ha recibido varios premios de investigación en las áreas mencionadas anteriormente.
Desde 1989, es profesor de informática y el jefe del grupo de algoritmos y complejidad computacional de la Universidad de Bonn y de la sección algorítmica de la Bonn-Aachen Research School Es también miembro fundador de la Bonn International Graduate School in Mathematics y del Hausdorff Center for Mathematics.
En 1994 recibió el Premio de Investigación Max Planck con Dima Grigoriev. En 2013 fue elegido miembro de la Academia Europæa.